# Dans les pompes d'un autre
 (décembre 2023).
Pour plus de détails, voir Fiche technique et Distribution.
Dans les pompes d'un autre (Opportunity Knocks) est un film américain réalisé par Donald Petrie, sorti en 1990.

## Synopsis
Eddie et Lou, deux petits escrocs, tentent d'échapper à un dangereux truand qu'ils ont roulé. Ils se retrouvent dans la maison d'un riche businessman parti en déplacements pour quelques semaines. Eddie se fait alors passer pour un ami du propriétaire, et se retrouver intégrer dans le milieu de la finance. Ces talents d'improvisation lui feront grimper les échelons.

## Fiche technique
- Titre : Dans les pompes d'un autre
- Titre original : Opportunity Knocks
- Réalisation : Donald Petrie
- Scénario : Mitchel Katlin et Nat Bernstein
- Musique : Miles Goodman
- Pays d'origine :  États-Unis
- Sociétés de production : Universal Pictures, Imagine Entertainment, Brad Grey Productions et The Meledandri/Gordon Company
- Genre : Comédie
- Durée : 101 minutes
- Date de sortie : 30 mars 1990

## Distribution
- Dana Carvey : Eddie Farrell
- Robert Loggia : Milt Malkin
- Todd Graff : Lou Pesquino
- Julia Campbell : Dr. Annie Malkin
- Milo O'Shea : Max
- James Tolkan : Sal Nichols
- Doris Belack : Mona Malkin
- Sally Gracie : Connie
- Mike Bacarella : Pinkie
- John M. Watson, Sr. : Harold Monroe
- Beatrice Fredman : Bubbie
- Thomas McElroy : le préposé aux toilettes pour hommes
- Gene Honda : l'homme d'affaires japonais
- Del Close : Williamson
- Michelle Johnston : le chanteur du club
- Lorna Raver : le secrétaire d'Eddie
- Judith Scott : la secrétaire de Milt